# Южная провинция (Руанда)
Южная провинция (руанда Intara y'Amajyepfo, англ. Southern Province, фр. Province du Sud, суахили Mkoa wa Kusini) — одна из пяти провинций Руанды.

## История
Создана в начале января 2006 как часть правительственной программы децентрализации, которая реорганизовала структуры местных органов власти страны. Административный центр — Ньянза.
Южная провинция включает прежние регионы Гиконгоро, Гитарама и Бутаре.

## Административное деление
Районы Южной провинции:
- Гисагара
- Камоньи
- Муханга
- Ньямагабе
- Ньянза
- Ньяргуру
- Руханго
- Хуе